# Uwe Heinemann
Uwe Heinemann (* 17. Februar 1944 in Genthin; † 8. September 2016 in Berlin) war ein deutscher Neurowissenschaftler und experimenteller Epileptologe.

## Leben
Nach dem Medizinstudium in München (Promotion bei Otto D. Creutzfeldt) absolvierte Heinemann von 1968 bis 1971 ein Ph.D.-Studium an der University of Oxford in England. Anschließend war er von 1972 bis 1982 wissenschaftlicher Mitarbeiter am Institut für Neurobiologie des Max-Planck-Instituts für Psychiatrie in München (bei Hans Dieter Lux). Von 1982 bis 1985 war er Heisenberg-Stipendiat der Deutschen Forschungsgemeinschaft.
1986 erhielt er einen Ruf auf eine C3-Professor für Neurophysiologie und Pathophysiologie am Institut für Physiologie der Universität zu Köln, 1993 wechselte er als Direktor des Instituts für Neurophysiologie an das Johannes-Müller-Zentrum für Physiologie der Charité Universitätsmedizin in Berlin. Ab 2012 war er Senior-Professor an dem von ihm 1999 gegründeten und bis 2005 geleiteten Neurowissenschaftlichen Forschungszentrum in Berlin.
Heinemann war u. a. 1984 Gründungsmitglied und bis 1987 erster Vorsitzender der Kommission für Neurobiologie der Epilepsie sowie von 1984 bis 1986 Mitglied der langfristigen Planungskommission der Internationalen Liga gegen Epilepsie (engl.: International League Against Epilepsy, ILAE) und 1996 Gründungsmitglied der Europäischen Epilepsieakademie EUREPA. Er war u. a. 1993–1995 Vorsitzender der Deutschen Sektion der ILAE (seit 2004: Deutsche Gesellschaft für Epileptologie; DGfE);
1999 wurde er zum Mitglied der Academia Europaea gewählt.

## Schriften
Neben vielen Beiträgen in Fachzeitschriften war Heinemann (Ko-)Autor und (Mit-)Herausgeber mehrerer Bücher:
- mit Manfred Klee, Erwin Neher, Wolf Singer: Calcium Electrogenesis and Neuronal Functioning (= Experimental Brain Research Series. Vol 14). Springer, Berlin/Heidelberg/New York u. a. 1986.
- mit Giuliano Avanzini, Jerome Engel Jr, Ruggero Fariello (Hrsg.): Neurotransmitters in Epilepsy (= Epilepsy Research. Suppl. 8). Elsevier, Amsterdam/London/New York/Tokio 1992.
- mit Jerome Engel Jr, Claude Wasterlain, Esper A. Cavalheiro, Giuliano Avanzini (Hrsg.): Molecular Neurobiology of Epilepsy (= Epilepsy Research. Suppl. 9). Elsevier, Amsterdam/London/New York/Tokio 1992.
- mit Giuliano Avanzini, Ruggero Fariello, Roberto Mutani (Hrsg.): Epileptogenic and Excitotoxic Mechanism. Proceedings of the Advanced Course in Epileptology, Erice, Sicily, January, 1992 (= Current Problems in Epilepsy. Vol 8). J. Libbey, London 1993.
- (Hrsg.): Epilepsie 94. Aktivierungsverfahren in der Diagnostik, Motorik und Epilepsie, Neue und „alte“ Antiepileptika, Molekulargenetik und Genetik von Epilepsien. Deutsche Sektion der Internationalen Liga gegen Epilepsie, Berlin 1995.
- mit Jerome Engel Jr, Giuliano Avanzini u. a. (Hrsg.): Progressive Nature of Epileptogenesis. (= Epilepsy Research. Suppl. 12). Elsevier, Amsterdam/Lausanne/New York u. a. 1996.
- mit Dietz Rating, Rupprecht Thorbecke, Peter Wolf (Epilepsie-Kuratorium) (Hrsg.): Epilepsie-Bericht ’98. Verlag Einfälle, Berlin 1998.
- mit Jean Aicardi, Marc A. Dichter u. a. (Red.): Epilepsy. A Comprehensive Textbook. 3 Bände. Herausgegeben von Jerome Engel Jr, Timothy A. Pedley. Lippincott/Raven, Philadelphia/New York 1998.

## Auszeichnungen und Ehrungen
Heinemann erhielt u. a. die folgenden Auszeichnungen und Ehrungen:
- 1977 und erneut 1987: Michael-Preis der Stiftung Michael
- 1986: Korrespondierendes Mitglied der Deutschen Sektion der ILAE (seit 2004: Deutsche Gesellschaft für Epileptologie)
- 1988: (Alfred-)Hauptmann-Preis des Epilepsiekuratoriums
- 1992: Forschungsanerkennungspreis der US-amerikanischen Epilepsiegesellschaft (American Epilepsy Society; AES) und Milken-Familienstiftung
- 1993: „Ambassador for Epilepsy“ durch die ILAE und das Internationale Büro für Epilepsie (IBE)
- 2008: Europäischer Epileptologie-Preis der Commission on European Affairs der ILAE
- 2012: Ehrenmitgliedschaft der Deutschen Gesellschaft für Epileptologie